# Quilmaná (distrito)
O Quilmaná é um dos dezesseis distritos que formam a Província de Cañete, situada em Departamento de Lima

## Transporte
O distrito de Quilmaná é servido pela seguinte rodovia:
- PE-1S, que liga o distrito de Lima (Província de Lima à cidade de Tacna (Região de Tacna - Posto La Concordia (Fronteira Chile-Peru) - e a rodovia chilena Ruta CH-5 (Rodovia Pan-Americana
- PE-24, que liga o distrito de Cerro Azul (Região de Lima) à cidade de Chilca (Região de Junín)
- LM-127, que liga o distrito à cidade de San Vicente de Cañete [1][2][3]